# NGC 593
NGC 593 је лентикуларна галаксија у сазвежђу Кит која се налази на NGC листи објеката дубоког неба.
Деклинација објекта је - 12° 21' 16" а ректасцензија 1h 32m 20,6s. Привидна величина (магнитуда) објекта NGC 593 износи 14,6 а фотографска магнитуда 15,6. NGC 593 је још познат и под ознакама MCG -2-5-3, , PGC 5733.